# Grève des infirmières françaises de l'automne 1988
La grève des infirmières françaises de l'automne 1988 a paralysé pendant sept mois une partie des hôpitaux et de nombreuses cliniques. Organisée pour réclamer de meilleurs salaires et conditions de travail, elle a été dirigée non pas par des syndicats ou des associations professionnelles mais par une "coordination infirmière", où étaient représentés tous les établissements en grève.

## Histoire
Le mouvement des infirmières débute en mars 1988 pour protester contre des réformes impopulaires en particulier le décret élaboré en décembre 1987 par la ministre de la Santé Michèle Barzach, ouvrant le concours d'État pour devenir infirmière à n'importe qui ayant été chômeur durant cinq ans sans qualification ni étude préalable.
Le 13 septembre, une coordination rassemble 500 délégués à Paris et vote un programme de revendications réclamant des embauches, une hausse des salaires et l'égalité des statuts entre secteur privé et public. 
Le 23 septembre, lors d'une visite dans un centre hospitalier à Créteil, le président de la République François Mitterrand déclare que « notre société doit être plus juste pour ceux qui se dévouent sans compter », mais sans donner de consigne pour que la situation soit débloquée.

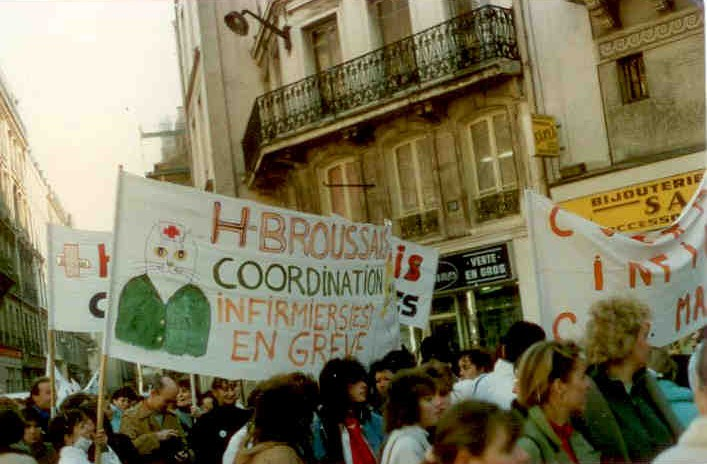
Manifestation à Paris en octobre 1988.

Le mouvement prend de l'ampleur lors d'une grande manifestation qui réunit plus de 100 000 infirmières le 29 septembre 1988, au cours de laquelle les participantes scandent le refrain du mouvement "ni bonnes, ni nonnes, ni connes", symbole d'une aspiration à la reconnaissance et à la professionnalisation, alors que les responsables politiques mettent au contraire en scène les qualités de cœur des infirmières, ce qui est très mal reçu car pris pour un appel au bénévolat.
Le 25 octobre 1988, réunie dans un amphithéâtre, la "coordination des infirmières" a voté par 207 voix contre 111 et 129 abstentions, pour décider de cesser la grève et de continuer le mouvement sous d'autres formes d'actions. Celui-ci se poursuit sous une forme sporadique jusqu'à la fin de l'année 1989, puis reprend en 1991. Les propositions du gouvernement de Michel Rocard pour mettre fin à la grève, saluées par le syndicat des médecins hospitaliers, avaient été acceptées par les syndicats infirmiers, sauf la CGT, première organisation chez les infirmières. Elles prévoient une augmentation de salaire et que les infirmières se voient reconnues comme une profession de pointe, avec des possibilités de promotion internes qui s'élargissent. Le décret pris par le précédent ministre de tutelle Michèle Barzach, ouvrant le concours d'État à n'importe qui ayant été chômeur durant cinq ans sans qualification ni étude préalable, est annulé.
Les chercheurs qui l'ont analysé ont observé que de nombreuses autres catégories de salariés de l'hôpital y ont aussi participé, en particulier les aide-soignantes, et ont aussi obtenu des acquis sociaux au terme de la grève. 
L'une des animatrices du mouvement est Nicole Benevise, 33 ans, infirmière en réanimation à Paris, qui rejoindra quelques années plus tard le parti politique Génération écologie. En octobre 1991, de nouvelles manifestations d'infirmières ont lieu et se heurtent aux canons à eau de forces de l'ordre, ce qui fragilise le premier ministre Michel Rocard. 

### Conséquences pour la CFDT
Le mouvement a été critiqué par ses détracteurs, en particulier à la direction de la CFDT, alors proche du gouvernement Rocard. La CFDT prononça l'exclusion de ses militants qui avaient participé à la coordination, parmi lesquels Pascal Dias, 30 ans, infirmier psychiatrique à l'établissement public de santé mentale de Ville-Evrard (Seine-Saint-Denis), porte-parole de la "Coordination infirmière", décrit comme la "cheville ouvrière du mouvement infirmier" par le quotidien Libération.

### Militants exclus par la CFDT
Les militants exclus par la CFDT ont créé la fédération syndicale "Comprendre, rassembler, construire" (CRC), qui rejoindra SUD en 1995 pour devenir "SUD-CRC santé Sociaux", puis SUD Santé-Sociaux, et devenir le 3e syndicat de l'Assistance Publique - Hôpitaux de Paris avec 16 % des voix lors des élections professionnelles de 1996.
Comme ceux des PTT, en butte aux mêmes problèmes au sein de la CFDT, ils rejoignent ensuite l’Union syndicale solidaires.